# Catacolea enodis
Catacolea enodis är en gräsväxtart som beskrevs av Barbara Gillian Briggs och Lawrence Alexander Sidney Johnson. Catacolea enodis ingår i släktet Catacolea och familjen Restionaceae. Inga underarter finns listade i Catalogue of Life.